# 포항 노동재사
포항 노동재사(浦項 盧洞齋舍)은 대한민국 경상북도 포항시 남구 대잠동에 있는 조선시대의 건축물이다. 2015년 4월 20일 경상북도의 문화재자료 제630호로 지정되었다.

## 지정 사유
이의윤의 호 무첨당(無忝堂)은 회재 종가의 가훈 아닌 가훈으로 여겨지고 있다. 회재 종가의 상징처럼 되어있는 무첨당의 위치를 고려할 때 이 재사는 역사적 가치가 있다고 판단된다. 또한 현재까지 내려오는 문중의 제례의식과 행사 등 전통 예절을 실천하고 있는 건물이기도 하다.
1823년에 건립된 재사로 근년에 보수를 하여 보존 상태가 매우 양호하며, 재사의 주변이 녹지보존 구역으로 이 문화재가 있어 자연조화를 이루고 있는 점을 고려해 볼 때 문화재로 지정하여 보존·관리하는 것이 바람직할 것으로 판단되어 문화재자료로 지정하기로 한다.

## 참고 자료
- 포항 노동재사 - 국가유산청 국가유산포털